# Julian Will
Julian Will (ur. 7 grudnia 1890 w Liciszewach, zm. 19 października 1941 Święciechowej) – niemiecki nauczyciel, poeta i poseł na Sejm RP II kadencji.

## Życiorys
Julian Will pochodził z rodziny chłopskiej, był synem Hermanna Willa i Karoliny z domu Telke. W młodości uczył się trzech języków – niemieckiego, polskiego i rosyjskiego. W 1911 zdał egzamin nauczycielski w rosyjskim seminarium nauczycielskim w Wymyślinie. Od 1912 pisał wiersze publikowane we „Freie Presse”, „Der Volksfreund”, „Volksfreundekalender”, „Deutsche Blätter in Polen” i „Der Auslanddeutsche”. Był członkiem zarządu niemiecko-ewangelickiego związku szkół państwowych, założonego w Łodzi w 1917. W latach 1912–1919 był nauczycielem w publicznej szkole ewangelickiej w Baranach, z której został zwolniony. Od 1919 był nauczycielem w niemieckim gimnazjum w Zgierzu, a następnie w niemieckim prywatnym gimnazjum w Sompolnie. W latach 1925–1928 studiował teologię w kolegium teologicznym Wolnego Kościoła Ewangelicko-Luterańskiego w Berlinie-Zehlendorf. W 1924 został członkiem i jednym z założycieli oraz czołowych działaczy Niemieckiego Stowarzyszenia Ludowego w Polsce (DVV). W latach 1928–1930 był posłem na Sejm RP II kadencji, był członkiem Niemieckiego Klubu Parlamentarnego. W latach 30. XX w. zamieszkał w Łodzi, gdzie działał w DVV i był redaktorem „Freie Presse”. Do pracy nauczyciela wrócił w 1933, najpierw był dyrektorem szkoły w Rawiczu, a następnie w Międzychodzie. Will brał udział w ruchu Deutschtum.
Podczas II wojny światowej Will sprzeciwiał się polityce III Rzeszy wobec Polski, opowiadając się za pojednaniem i humanitarnym traktowaniem. Ponadto przejawiał negatywny stosunek do narodowego socjalizmu. Spowodowało to usunięcie go z posady dyrektora szkoły i przeniesienie do 1-klasowej szkoły wiejskiej w Kolnie, a następnie szkoły im. Heinricha von Plauena w Święciechowej. Trudne warunki prowadzenia zajęć na terenach wiejskich, rozłąka z rodziną oraz poczucie zaprzepaszczenia jego starań o dobre relacje między Polakami a Niemcami w wyniku II wojny światowej oraz okrucieństwo wobec Polaków, miały stać się przyczyną popełnienia przez niego samobójstwa 19 października 1941.
Poezja Willa w dużej mierze była poświęcona heimatowi. Will jest autorem pieśni „Lied für Auslandsdeutsche” – nieoficjalnego hymnu Niemców żyjącymi poza granicami kraju.

### Życie prywatne
Żoną Willa była Elfriede Meyer, z którą miał dwoje dzieci.

## Publikacje
- „Fern vom Land der Ahnen” (1935)[3],
- „Volk an der Grenze. Gedichte. Nachwort von Norbert Langer” (1937, tom zbiorowy)[3].